# Онкохірургія
Онкохірургія, також оперативна онкологія або онкологічна хірургія — розділ медицини на стику онкології і хірургії, вивчає застосування оперативних хірургічних методів при лікуванні онкологічних захворювань. Нарівні з хімієтерапією та променевою терапією є одним із компонентів комплексного лікування новоутворень.

## Відмінності

### В оперативній техніці
Онкохірургія, крім традиційних для загальної хірургії принципів асептики і антисептики при виконанні хірургічних втручань, вводить декілька нових принципів, що і визначає її специфічність:
- Принцип абластики — заходи для мінімізації травмування пухлини під час хірургічного втручання, щоб уникнути надривів, розрізів, виходу вмісту кісти, кровотечі з пухлини. Метою є запобігання її прискореного метастазування і дисемінації після операції. В випадку виникнення останніх, оперативне втручання проводиться таким чином, щоб мінімізувати розповсюдження атипових клітин.

- Принцип антибластики — використання засобів, що знезаражують вміст пухлини, який вийшов для попередження метастазування, максимально широке висічення і видалення пухлини, регіонарних лімфатичних вузлів, доступних для видалення, видалення метастазів з захопленням оточуючих здорових тканин; висічення проводиться в межах здорових тканин, а не по межах безпосередньо самої пухлини).

- Принцип футлярності — видалення пухлини в обсязі анатомічного футляра (фасціального, жирового, серозного), що забезпечує абластичність оперативного втручання.

- Принцип зональності — ексцизія новоутворення в межах здорових тканин, інколи з регіонарними лімфатичними вузлами.[1]

### В дисциплінарному плані
- Поширення діагностичних операцій, які в онкохірургії зустрічаються частіше, ніж в інших галузях хірургії. До деяких діагностичних операцій звертаються лише в крайньому разі, при неможливості встановлення діагнозу іншими доступними методами, такі операції можуть допомогти в отриманні даних про морфологію новоутворення, його поширення в організмі. Іноді діагностичні операції після уточнення діагнозу стають лікувальними. Останні, лікувальні, з певною часткою умовності можна розділити на радикальні, паліативні і симптоматичні.

- Принцип міждисциплінарності. З огляду на можливе поширення новоутворень по всіх частинах організму, до оперативних втручань можуть залучатись хірурги суміжних спеціальностей, які можуть як безпосередньо брати участь в оперативному втручанні, так і додатись до нього в разі потреби. Власне, як хірургія, сама онкохірургія з огляду на цей принцип теж поділяється на додаткові галузі: онкогінекологія, онкокардіологія, онкоурологія, онкогематологія, онкопульмонологія, онкоотоларингологія.